# Jean-Claude Petit (compositeur)
 (avril 2017).
Si vous disposez d'ouvrages ou d'articles de référence ou si vous connaissez des sites web de qualité traitant du thème abordé ici, merci de compléter l'article en donnant les références utiles à sa vérifiabilité et en les liant à la section « Notes et références ».
 (avril 2017).
Pour les articles homonymes, voir Jean-Claude Petit et Petit.
Jean-Claude Petit, né le 14 novembre 1943 à Vaires-sur-Marne, est un pianiste, compositeur et arrangeur français.

## Biographie
Après avoir accompagné des jazzmen lors de son adolescence (Dexter Gordon, Johnny Griffin, Kenny Clarke, etc.), il sort du Conservatoire national supérieur de Paris gratifié par les premiers prix d'harmonie, de fugue et de contrepoint et commence à travailler à partir de 1966 pour le monde des variétés. C'est ainsi qu'il écrit et réalise les arrangements des disques de Julien Clerc, Serge Lama, Mireille Mathieu, Sheila, Claude François, Willy Deville, Joan Baez, Michel Sardou, Alain Souchon, Sylvie Vartan, Jairo, Mort Shuman, Gilbert Bécaud...
Il commence à travailler pour le cinéma comme nègre musical du compositeur Michel Magne. Il vend au réalisateur Alejandro Jodorowsky les droits d'un album de musique électronique composé en 1976 pour que la musique soit réutilisée comme bande son du film Tusk. Il signe les musiques de films à succès tels que Jean de Florette ou Manon des sources, de Claude Berri, et Cyrano de Bergerac, de Jean-Paul Rappeneau ; avec cette composition, il obtient un César et une Victoire de la musique en 1991.
Jean-Claude Petit produit, joue et compose également des albums de jazz-rock : Babel (avec le guitariste Philip Catherine), The best of all possible worlds (avec Celmar Engel)...
En 1995, il est élu président de l'ADAMI, fonction qu'il occupe jusqu'en 1998.
En 2005 il écrit pour Thierry Caens le "Concerto de Cyrano" qui sera créé au Théâtre des Champs Elysées le 27 Mai 2005 avec l'Orchestre et Direction Bernard Thomas. Cette Version sera enregistrée sur CD Indesens par Thierry Caens avec l'Orchestre d'Avignon dir. JC. Petit (2020).
En juin 2013, il est élu président du conseil d'administration de la SACEM.
En 2014, il signe son premier opéra, Colomba, adapté de la nouvelle de Prosper Mérimée et présenté à l'opéra municipal de Marseille.
Il collabore sur la chanson Le Secret Perdu, premier single du 10e album de Pascal Obispo (Billet de femme), paru en février 2016.
En février 2017, il collabore avec Vincent Beer-Demander et l'Académie de mandoline de Marseille[précision nécessaire].

### Prises de position
Il co-signe en mai 2019, parmi 1 400 personnalités du monde de la culture, la tribune « Nous ne sommes pas dupes ! », publiée dans le journal Libération, pour soutenir le mouvement des Gilets jaunes et affirmant que « Les gilets jaunes, c'est nous ».

## Filmographie

### Cinéma
- 1979 : Tusk d'Alejandro Jodorowsky
- 1983 : Vive la sociale ! de Gérard Mordillat
- 1984 : L'Addition de Denis Amar
- 1985 : Tranches de vie de François Leterrier
- 1985 : Tristesse et Beauté de Joy Fleury
- 1985 : Le Caviar rouge de Robert Hossein
- 1985 : Billy Ze Kick de Gérard Mordillat
- 1986 : Jean de Florette et Manon des sources de Claude Berri
- 1987 : Fucking Fernand de Gerard Mordillat
- 1987 : Vent de Panique de Bernard Stora
- 1988 : Savannah de Marco Pico
- 1989 : Les cigognes n'en font qu'à leur tête de Didier Kaminka
- 1989 : Deux de Claude Zidi
- 1989 : Le Retour des Mousquetaires de Richard Lester
- 1989 : Bille en tête de Carlo Cotti
- 1990 : Cyrano de Bergerac de Jean-Paul Rappeneau
- 1990 : De plein fouet de Thomas Koerfer
- 1990 : Uranus de Claude Berri
- 1991 : Le Collier perdu de la colombe de Nacer Khémir
- 1991 : Rue du Bac de Gabriel Aghion
- 1991 : Toujours seuls de Gérard Mordillat
- 1991 : Mayrig de Henri Verneuil
- 1992 : 588, rue Paradis d'Henri Verneuil
- 1992 : Coupable d'innocence ou Quand la raison dort de Marcin Ziebinski
- 1992 : The Playboys de Gillies MacKinnon
- 1992 : Le Zèbre de Jean Poiret
- 1993 : Rives (court métrage) d'Érick Zonca
- 1993 : En compagnie d'Antonin Artaud de Gérard Mordillat
- 1994 : La Véritable Histoire d'Artaud le Mômo (documentaire) de Gérard Mordillat et Jérôme Prieur
- 1994 : L'étudiant étranger (Foreign Student) d'Eva Sereny
- 1994 : Les hirondelles ne meurent pas à Jérusalem de Ridha Behi
- 1995 : Le Hussard sur le toit de Jean-Paul Rappeneau
- 1996 : Beaumarchais, l'insolent de Édouard Molinaro
- 1996 : Désiré de Bernard Murat
- 1997 : Saraka bô de Denis Amar
- 1997 : La Nuit du destin de Abdelkrim Bahloul
- 1997 : Messieurs les enfants de Pierre Boutron
- 1997 : Sucre amer de Christian Lara
- 1997 : Le Complot d'Aristote de Jean-Pierre Bekolo
- 1998 : Paddy de Gérard Mordillat
- 2000 : Le Prof d'Alexandre Jardin
- 2000 : Lumumba de Raoul Peck
- 2001 : Les gens en maillot de bain ne sont pas (forcément) superficiels d'Éric Assous
- 2002 : Sexes très opposés d'Éric Assous
- 2002 : Aime ton père de Jacob Berger
- 2004 : Podium de Yann Moix
- 2004 : 1802, l'épopée guadeloupéenne de Christian Lara
- 2004 : Pédale dure de Gabriel Aghion
- 2006 : Le passager de l'été de Florence Moncorgé-Gabin
- 2007 : Danse avec lui de Valérie Guignabodet
- 2009 : Visage de Tsai Ming-liang
- 2013 : Hôtel Normandy de Charles Nemes
- 2015 : Premiers Crus de Jérôme Le Maire
- 2017 : Dalida de Lisa Azuelos

### Télévision

#### Séries télévisées
- 1987 : L'heure Simenon, épisode Le fils Cardinaud
- 1987 : L'Île de François Leterrier
- 1989-1990 : Imogène (5 épisodes)
- 1990 : L'Ami Giono, épisode Le déserteur de Gérard Mordillat
- 1993 : Lady Chatterley (en)
- 1993 : Mayrig (2 épisodes)
- 1993 : Le Château des Oliviers de Nicolas Gessner (8 épisodes)
- 1993 : En compagnie d'Antonin Artaud de Gérard Mordillat et Jérôme Prieur
- 1994 : Seaforth (9 épisodes)
- 1995 : Avocat d'office - épisode Les enfants d'abord
- 1996 : Century of Cinema (série documentaire), épisode Le complot d'Aristote
- 1997 : L'histoire du samedi, épisodes Le serre aux truffes et Langevin: le secret
- 1999 : Chasseurs d'écume de Denys Granier-Deferre
- 2000 : Les Misérables de Josée Dayan
- 2010 : Les Vivants et les Morts de Gérard Mordillat
- 2014 : YouHumour - épisode Joséphine Draï - Les insomnies postruptures

#### Téléfilms
- 1972 : Avec le cœur de Rémy Grumbach
- 1974 : Chez les Titch de Jacques Audoir
- 1986 : L'inconnue de Vienne de Bernard Stora
- 1990 : La Grande Dune de Bernard Stora
- 1994 : Nobody's Children de David Wheatley
- 1998 : Un cadeau, la vie! de Jacob Berger
- 2002 : Un paradis pour deux de Pierre Sisser
- 2003 : Simon le juste de Gérard Mordillat
- 2006 : La Forteresse assiégée (documentaire) de Gérard Mordillat
- 2017 : Mélancolie ouvrière de Gérard Mordillat

## Autres créations

### Génériques d’émissions télévisées
Joués par son orchestre symphonique dont il était le chef d'orchestre, compositeur en collaboration avec Jean-Pierre Bourtayre[réf. nécessaire] :
- Star - TF1 (1980-1981)
- Champs-Élysées - Antenne 2 (1982-1990)
- Stars 90 - TF1 (1990-1994)
- Studio Gabriel - France 2 (1994)

### Pièces de théâtre
Sauf indication contraire ou complémentaire, les informations mentionnées dans cette section peuvent être confirmées par la base de données Les Archives du spectacle.
- 1972 : Le Comte Oderland de Max Frisch, mise en scène de Jean-Pierre Miquel
- 1973 : C'est la guerre Monsieur Gruber de Jacques Sternberg, mise en scène de Jean-Pierre Miquel
- 1976 : Don Juan de Max Frisch, mise en scène de Jean-Pierre Miquel
- 1987 : L'Affaire du courrier de Lyon d’Alain Decaux et Robert Hossein, mise en scène de Robert Hossein

### Opéras
Sauf indication contraire ou complémentaire, les informations mentionnées dans cette section peuvent être confirmées par la base de données Les Archives du spectacle.
- 2007 : Sans famille, d'après Hector Malot - livret de Pierre Grosz
- 2014 : Colomba, d'après Prosper Mérimée - livret de 	Benito Pelegrín